# Gametocita

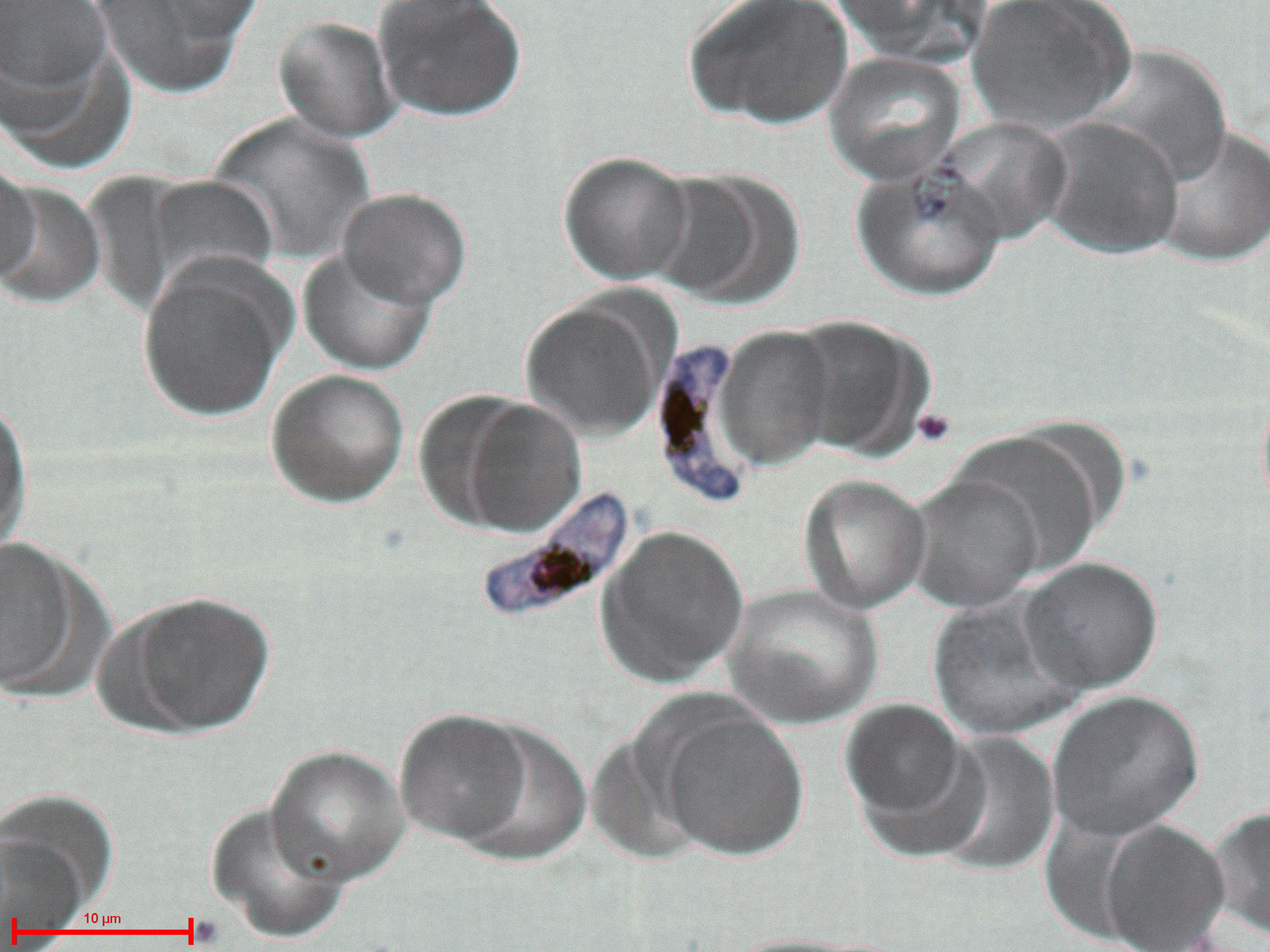
Gametociti al Plasmodium falciparum

Il gametocita è un elemento cellulare germinale che rappresenta la fase di transizione da spermatogonio a spermatozoo e da oogonio a uovo maturo (si vedano la spermatogenesi e l'oogenesi).
Nella malaria, malattia provocata da 4 tipi di plasmodi (Plasmodium vivax, Plasmodium falciparum, Plasmodium ovale e Plasmodium malariae), i gametociti sono mutazioni dei merozoiti, che si differenziano producendo macrogametociti (femminili) e microgametociti (maschili).
Nell'uomo questi gametociti muoiono, ma quando la zanzara Anopheles femmina (ematofaga) preleva del sangue infetto da quest'ultimo, i gametociti nella zanzara effettuano una fecondazione con la produzione di un oocinete che si sposta nello stomaco della zanzara. Quest'ultima assume una struttura cistica la quale si riproduce (per schizogamia) con la produzione di moltissimi sporozoiti.